# Smicridea bulara
Smicridea bulara is een schietmot uit de familie Hydropsychidae. De soort komt voor in het Neotropisch gebied.